# يوان بيفاتي
يوان بيفاتي (بالفرنسية: Yoan Pivaty)‏ (29 يناير 1990 بمونتروي في فرنسا - ) هو لاعب كرة قدم فرنسي في مركز الوسط. شارك مع منتخب مارتينيك لكرة القدم. أما مع النوادي، فقد لعب مع ستاد رين ونادي لومان وإتار 1924 فيليكو ترنوفو ‏ وES Viry-Châtillon ‏ ويو أس أفرانش وLa Vitréenne FC ‏.

## روابط خارجية
- يوان بيفاتي على موقع قاعدة بيانات كرة القدم.إي يو (الإنجليزية)
- يوان بيفاتي على موقع ناشيونال فوتبول تيمز (الإنجليزية)
- يوان بيفاتي على موقع Soccerway.com (الإنجليزية)